# Anne Winkler
Anne Winkler (* 28. März 1994) ist eine ehemalige deutsche Skilangläuferin.

## Werdegang
Winkler gab im Februar 2013 in Davos ihr Debüt im Weltcup, bei dem sie beim Sprint in der klassischen Technik Rang 40 erreichte. Im Februar 2014 startete sie in Oberwiesenthal erstmals im Alpencup; dabei wurde sie Zehnte über 10 km klassisch und erreichte mit der zweiten deutschen Freistilstaffel Platz fünf. Im Dezember 2014 gelang ihr mit Platz zehn im Sprint von Hochfilzen ihr zweites Top-Ten-Resultat bei Einzelrennen im Alpencup. Ihre erste Podiumsplatzierung in der Serie erzielte Winkler im Januar 2015 in Oberwiesenthal mit Rang zwei ebenfalls im Sprint. Eine Woche später wurde sie dort deutsche Meisterin im Sprint. Im Februar 2015 gelangen ihr mit Rang fünf beim Sprint in Campra und Platz vier beim Sprint in Rogla zwei weitere Platzierungen unter den besten fünf. Im Dezember 2015 gewann Winkler beim Sprint in Hochfilzen ihr erstes Rennen im Alpencup. Im folgenden Monat erzielte sie in Planica bei ihrem zweiten Weltcupeinsatz mit dem 28. Rang im Sprint ihre ersten Weltcuppunkte. Bei den deutschen Skilanglaufmeisterschaften 2017 in Oberwiesenthal wurde sie Meisterin zusammen mit Katharina Hennig im Teamsprint. In der Saison 2017/18 holte sie mit zwei Siegen den siebten Platz in der Gesamtwertung des Alpencups. Im März 2018 wurde sie bei den deutschen Skilanglaufmeisterschaften in Reit im Winkl zusammen mit Katharina Hennig Zweite im Teamsprint und Zweite mit der Staffel.
Im folgenden Jahr wurde sie bei den deutschen Skilanglaufmeisterschaften in Reit im Winkl deutsche Meisterin zusammen mit Katharina Hennig im Teamsprint.
Winkler ist Sportsoldatin der Sportfördergruppe der Bundeswehr im sächsischen Frankenberg. Im März 2022 beendete Winkler ihre Karriere.

## Siege bei Continental-Cup-Rennen
| Nr. | Datum             | Ort            | Disziplin              | Serie    |
| --- | ----------------- | -------------- | ---------------------- | -------- |
| 1.  | 18. Dezember 2015 | Hochfilzen     | 1,2 km Sprint Freistil | Alpencup |
| 2.  | 5. Januar 2018    | Campra         | Sprint klassisch       | Alpencup |
| 3.  | 16. März 2018     | Baqueira-Beret | Sprint Freistil        | Alpencup |